# Gogo ornatus
Gogo ornatus — вид сомів родини Анхарієвих (Anchariidae).
Ендемік Мадагаскару, де зустрічається виключно у басейні річки Манґоро. Сягає довжини 21,2 см.